# Ndiago
Ndiago es una comuna o municipio del departamento de Keur Massene, en la región de Trarza, en Mauritania. En marzo de 2013 presentaba una población censada de 6215 habitantes.
Se encuentra ubicada al suroeste del país, cerca de la costa del océano Atlántico y del río Senegal —que la separa de Senegal.